# Campionato Dilettanti Marche 1958-1959
Il Campionato Nazionale Dilettanti 1958-1959 è stato il V livello del campionato italiano. A carattere regionale, fu il secondo campionato dilettantistico con questo nome, e il settimo se si considera che alla Promozione fu cambiato il nome assegnandogli questo.
Questo è il girone organizzato dalla Lega Regionale Marchigiana per la regione Marche.

## Squadre partecipanti
| Squadra                | Città (provincia)        | Stagione precedente |
| ---------------------- | ------------------------ | ------------------- |
| G.S. Castelfidardo     | Castelfidardo (MC)       |                     |
| S.S. Corridonia        | Corridonia (MC)          |                     |
| A.S. Falconarese       | Falconara Marittima (AN) |                     |
| U.S. Fermana           | Fermo (AP)               |                     |
| U.S. Osimana           | Osimo (AN)               |                     |
| S.S. Piano San Lazzaro | Ancona                   |                     |
| S.S. Portorecanati     | Porto Recanati (MC)      |                     |
| C.S.I. Pro Calcio      | Fano (PS)                |                     |
| S.S. Pro Calcio Ascoli | Ascoli Piceno            |                     |
| U.S. Recanatese        | Recanati (MC)            |                     |
| A.S. San Crispino      | Porto Sant'Elpidio (AP)  |                     |
| U.S. Tolentino         | Tolentino (MC)           |                     |
| U.S. Victoria          | Pesaro (PS)              |                     |
| U.S. Vigor Senigallia  | Senigallia (AN)          |                     |

## Classifica finale
|  | Pos. | Squadra           | Pt | G  | V  | N  | P  | GF | GS | DR  |
|  | ---- | ----------------- | -- | -- | -- | -- | -- | -- | -- | --- |
|  | 1.   | Vigor Senigallia  | 40 | 26 | 19 | 2  | 5  | 62 | 20 | +42 |
|  | 2.   | Fermana           | 38 | 26 | 16 | 6  | 4  | 50 | 18 | +32 |
|  | 3.   | Corridonia        | 38 | 26 | 15 | 8  | 3  | 53 | 21 | +32 |
|  | 4.   | Portorecanati     | 35 | 26 | 15 | 5  | 6  | 49 | 29 | +20 |
|  | 5.   | San Crispino      | 34 | 26 | 14 | 6  | 6  | 39 | 24 | +15 |
|  | 6.   | Tolentino         | 26 | 26 | 8  | 10 | 8  | 23 | 23 | 0   |
|  | 7.   | Victoria          | 25 | 26 | 10 | 5  | 11 | 25 | 36 | -11 |
|  | 8.   | Castelfidardo     | 22 | 26 | 8  | 6  | 12 | 26 | 38 | -12 |
|  | 9.   | Recanatese        | 21 | 26 | 7  | 7  | 12 | 28 | 38 | -10 |
|  | 10.  | Osimana (-1)      | 21 | 26 | 7  | 8  | 11 | 22 | 37 | -15 |
|  | 11.  | Piano San Lazzaro | 17 | 26 | 6  | 5  | 15 | 22 | 41 | -19 |
|  | 12.  | Pro Calcio Fano   | 17 | 26 | 4  | 9  | 13 | 31 | 53 | -22 |
|  | 13.  | Falconarese       | 15 | 26 | 5  | 5  | 16 | 21 | 40 | -19 |
|  | 14.  | Pro Calcio Ascoli | 14 | 26 | 4  | 6  | 16 | 23 | 56 | -33 |

Legenda:
      Campione marchigiano delC.N.D. e ammesso alle finali nazionali, promosso in Serie D 1959-1960.
      Ammesso in Serie D a completamento degli organici.
Regolamento:
Due punti a vittoria, uno a pareggio, zero a sconfitta.
Pari merito in caso di pari punti.
Note:
Osimana ha scontato 1 punto di penalizzazione in classifica per una rinuncia.

### Giornali
- Archivio della Gazzetta dello Sport, stagione 1958-1959, consultabile presso le Biblioteche:
  - Biblioteca Nazionale Braidense di Milano;
  - Biblioteca Nazionale Centrale di Firenze;
  - Biblioteca Nazionale Centrale di Roma;
  - Biblioteca Civica Berio di Genova;
  - e presso Emeroteca del C.O.N.I. di Roma (non è online ma è da consultare in sede).

### Libri
- Annuario degli Enti Federali e delle Società 1956-1957, edito dalla FIGC, da cui sono stati tratti i colori e le denominazioni delle società qui esposte.
- Donato Andreucci, Antonietta Lombardi, Una storia giallorossa 1922-1997 - Settantacinque anni di calcio osimano, Osimo, Edizioni Grafiche Scarponi.
- F. Tramontana, Dai turchini ai cerchi concentrici - 60 anni di calcio a Fossombrone, Loreto (AN), Edizioni Tecnostampa.